# حازم الأعرجي
حازم الأعرجي هو رجل دين شيعي عراقي، قيادي في التيار الصدري، وأحد ممثليه، ووكيل لمقتدى الصدر،, وإمام جُمعة الكاظمية، عُرف الأعرجي بخطابات وُصفت بأنها تحريض طائفي ضد أهل السنة في سنوات الحرب الأهلية بين 2006 و2008.